# بكلر
بكلر هي بلدة في مقاطعة كاسان في ولاية قشقداريا في أوزبكستان.